# 鄭震宇
鄭震宇（1900年2月3日—1977年1月1日），男，河南省開封縣人。民國37年（1948年）在河南省第一選區當選第一屆立法委員。

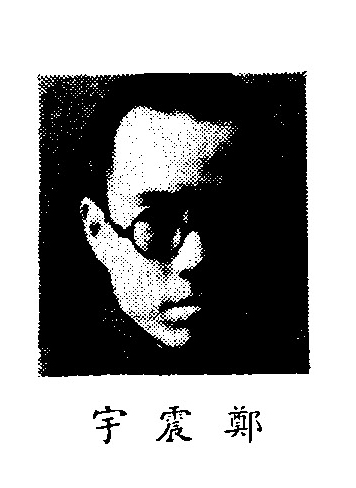
出席制憲國民大會代表時

## 生平[1][2][3]
- 開封第一中學畢業
- 北平師範大學畢業
- 中國大學講師及河南省開封、信陽等地師範學校教員
- 中國國民黨開封市黨部委員、河南省黨部委員
- 中國國民黨河南省黨部豫南黨務指導委員會主席
- 河北省政府祕書
- 河北省訓政學院訓練部主任
- 山東省第四師範教員
- 山西省政府祕書
- 內政部地政司司長
- 甘肅省政府委員兼民政廳廳長
- 行政院地政署署長、地政部政務次長
- 1977年1月1日病逝[4]。